# 170-ih
1. tisućljeće
◄ | 1. stoljeće | 2. stoljeće | 3. stoljeće | ►
◄ | 140-ih | 150-ih | 160-ih | 170-ih | 180-ih | 190-ih | 200-ih | ►
170. | 171. | 172. | 173. | 174. | 175. | 176. | 177. | 178. | 179.

## Događaji i trendovi
- Rat Rimskog Carstva i Markomana na dunavskoj granici